# Amiralitetsklockstapeln

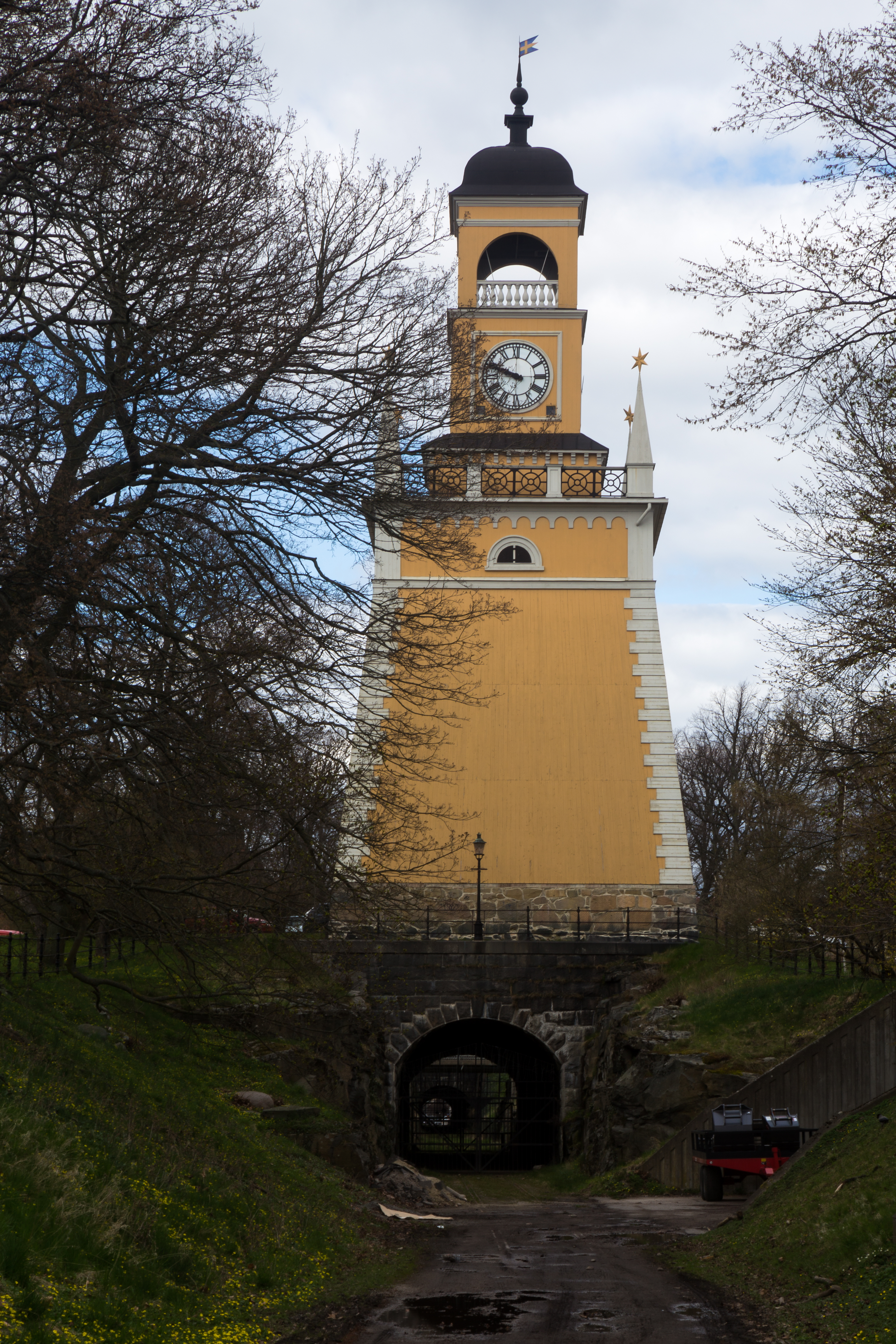
Amiralitetsklockstapeln

Amiralitetsklockstapeln uppfördes omkring år 1699 och var från början Karlskronavarvets vällingklocka, tänkt att effektivisera arbetet på varvet genom att ange tiden för arbetet. 
Klockstapeln ligger mitt i Amiralitetsparken i den sluttning där man en gång tänkt uppföra stenkyrkan som skulle ersätta Karlskrona Amiralitetsförsamlings träkyrka Amiralitetskyrkan. Kyrkan blev aldrig färdig och träkyrkan kom istället att bli församlingens permanenta kyrka. 
1856 gjordes en yttre renovering då klockstapeln fick hörnkedjor, listverk och lunettfönster. Det var inte förrän 1909 som klockstapeln kom att användas som Amiralitetskyrkans klockstapel.
- Wikimedia Commons har media som rör Amiralitetsklockstapeln.